# Jane Fortune
Jane Fortune (Indianápolis, 7 de agosto de 1942- ibídem, 23 de septiembre de 2018) fue una autora, reportera y filántropa estadounidense. Gran parte de sus publicaciones y actividades se basaban en la investigación, restauración y exhibición del trabajo de mujeres en Florencia, Italia.

## Como autora
Fortune fue la editora cultural de The Florentine, un periódico inglés en la Región de Toscana, en el que aparece como una columnista de arte y cultura desde su fundación en 2005 hasta su muerte en 2018. Su columna original “Mosaicos” (2005-2018), la llevó a escribir una guía sobre la cultura de Florencia: Para Florencia, Con Amor: 77 Maneras de Amar la Ciudad (The Florentine Press, 2007). La segunda edición del libro fue impresa tres años más tarde con 13 capítulos más, titulado Para Florencia, Con Amor: 90 Maneras de Amar la Ciudad (The Florentine Press, 2007).
En sus siguientes libros, distintos documentales y redacciones fueron influenciados por sus esfuerzos en proteger y promover el arte por las mujeres. En su libro: Mujeres Invisibles: Artistas Olvidadas de Florencia (2009) documenta a mujeres pintoras en Florencia y sus miles de trabajos expuestos o almacenados, de los cuales la mayoría de ellos necesita restauración. En 2009, presentó el libro a la librería Uffizi. Este volumen fue seguido en 2012 por una guía que coescribió con Linda Falcone, que describe dónde ver piezas de trabajo hechas por mujeres artistas en las colecciones públicas de Florencia: Arte por Mujeres en Florencia: Una Guía de 500 Años (The Florentine Press, 2012).

## Restauración del arte de mujeres en Florencia
En 2005, con el objetivo de crear conciencia acerca de las mujeres artistas y la protección de sus piezas de arte, Fortune fundó una organización sin ánimo de lucro, el Comité de Florencia del Museo Nacional por el Arte de las Mujeres. En 2006, bajo el liderato de Fortune, el Comité de Florencia financió la restauración de la obra Lamentación con Santos, del Museo Nacional de San Marcos, una pintura renacentista hecha por Suor Plautilla Nelli, la primera mujer pintora reconocida en Florencia. En 2008, su misión continuó con la restauración de David y Bathsheba, hecha por la artista barroca Artemisia Gentileschi en el siglo XVII. Tras estos logros, deseaba tener un mayor alcance por lo que fundó una organización americana sin ánimo de lucro (5013c), la Fundación de las Mujeres Artistas Progresistas (AWA), dedicada a la investigación, restauración y exhibición de trabajos hechos por mujeres, particularmente en Florencia, Italia.

## Otros proyectos en Florencia
Desde que Fortune fundó la Fundación de las Mujeres Artistas Progresistas (AWA) en 2009, se han llevado a cabo distintas restauraciones de dibujos, pinturas y esculturas por mujeres artistas en Florencia hechas desde el siglo XVI hasta el siglo XIX, incluyendo las de la pintora dominicana Sour Plautilla Nelli en el museo Salvi’s Last Supper, la pintora Irene Parenti Duclos del siglo XVIII en la Galería de la Academia en Florencia, y la escultora francesa Félicie de Fauveau en la Basílica de la Santa Cruz y en la Iglesia de Santa María del Carmine. La fundación también patrocina exhibiciones, conferencias, seminarios, libros y documentales para promover los logros de las mujeres artísticas de la historia, además de conservar su trabajo. La Fundación patrocina un programa de honores, ‘los Premios Nelli’, dedicados al reconocimiento de mujeres de nuestros días que trabajan en Florencia, incluyendo a mujeres conservadoras, artistas y restauradoras.
En 2010, Fortune estableció el Programa de Investigación de Jane Fortune en el Proyecto de Archivo de Medici en Florencia, para encontrar nuevos documentos de archivo en cuanto a la historia de mujeres artistas, ayudando al estudio de este material por estudiantes, y orientando a jóvenes estudiantes en el área.

## Proyectos en los Estados Unidos
En 2008, con el cofundador Robert Hesse, Fortune estableció el Ballet clásico de Ciudad de Indianápolis (ICB), organización sin ánimo de lucro que apoya el ballet clásico con bailarines internacionales de empresas de ballet clásico de varios países y clases magistrales con estos bailarines en Indianápolis.

Fue fundadora del Programa de Necesidades Especial de la misma organización que causó el establecimiento de un Consejo de la Mujer Dotada para la Beca en la Academia de las Bellas Artes en Pensilvania, una beca para personas con discapacidad para asistir a la escuela de bellas artes del PAFA. Ella dotó su conferencia de Mujeres Excepcionales que Visitan la Escuela Herron de Arte y Diseño. Algunas conferenciantes pasados fueron Eleanor Antin, María Magdalena Compos-Pons, Judy Chicago, Judith Shea, Audrey Flack, Betty Woodman y Polly Apfelbaum. Fue la presidenta del consejo de la Fundación de Investigación de Sordera en Ciudad de Nueva York y su presidenta de voluntariado y directora general.

## Reconocimientos y premios
En 2010, Fortune fue galardonada con un doctorado honorario en Humanidades por la Universidad de Indiana por su trabajo como autora y el filántropa en los Estados Unidos e Italia. En 2007, el Consejo Consultivo sobre Discapacidades de Indianápolis concedió el Premio de Accesibilidad a Fortune por su trabajo sobre la accesibilidad y la inclusión para personas con discapacidades. Maxwell L. Anderson- director general de Melvin & Bren Simon y el presidente el Museo de Arte de Indianápolis - la nominó para el Premio de Accesibilidad, por su liderazgo y el apoyo financiero del programa de accesibilidad del museo. En 2008, la Doctora Fortune también recibió el premio ‘Espíritu de Filantropía’ de la Universidad de Indiana, Universidad Purdue (IUPUI), la Escuela Herron de Arte y Diseño en Indianápolis. En 2013, el documental ‘Las Mujeres Invisibles: Artistas Olvidadas de Florencia’, basada en su libro de 2009 por el mismo nombre, recibió un Emmy regional como el Mejor Documental en la Categoría de Programa histórico-cultural. En 2013, por su trabajo en Florencia recibió el Premio de Asociación toscano americano. Este premio, presentado cada año en el Palazzo de Florencia Vecchio, honra a un americano y un italiano para sus contribuciones a la cultura de Florencia. Algunos galardonados anteriormente fueron Andrea Bocelli, Zubin Mehta y Franco Zeffirelli.

## Muerte
Fortune murió en su casa en Indianápolis durante la noche del 23 de septiembre de 2018 a la edad de 76 años. Una ceremonia conmemorativa fue planificada en la Basílica de Santa Croce en Florencia el 9 de octubre. Deja a su hijo, John Medveckis, a su hija Jennifer Medveckis y a su marido James Marzo de Singapur.